# لوگوویه (شهرستان شلابولیخینسکی، سرزمین آلتای)
لوگوویه (به لاتین: Lugovoye) یک منطقهٔ مسکونی در روسیه است که در سرزمین آلتای واقع شده‌است.